# Lénárd Ödön
Lénárd Ödön (Budapest, 1911. szeptember 11. – Kismaros, 2003. május 23.) piarista szerzetes, a kommunista hatalommal való szembenállása során minden személyes áldozatot vállalt, emiatt három koncepciós perben is elítélték.

## Életpályája
A budapesti piarista gimnáziumban tanult, majd 1926-ban belépett a piarista rendbe, és a kecskeméti gimnáziumban fejezte be középiskolai tanulmányait. 1931 és 1936 között teológiát, latint és történelmet tanult Budapesten, az egyetemen. 1936-ban Grősz József püspök szentelte pappá. 1937-ben Budapesten és Kecskeméten, 1938-tól a szegedi piarista gimnáziumban tanított, 1939-től igazgatóhelyettesként egészen 1945-ig. 1945-től az Actio Catholica kulturális titkára volt Budapesten, időközben egy évig (1947-ben) szociológiát tanított a rendi képzőben. Az Actio Catholica titkáraként feladatai közé tartozott az iskolák államosítása ellen indított mozgalom ügyeinek intézése.
Emiatt 1948. június 17-én letartóztatták és államellenes izgatás címén hat évi börtönre ítélték. A Gyűjtőfogházban és a váci börtönben raboskodott, ahonnét 1953. augusztus 1-jén amnesztiával szabadult. Mivel nem tette le az államesküt, nem kapott egyházi beosztást. Ezután triciklis kifutóként dolgozott az Óbudai Cipőjavító Szövetkezetnél, majd annak megszűnése után, 1961-ben vízóra-leolvasó volt. Ugyanazon évben újra letartóztatták és összeesküvés címén 7 és fél év börtönre ítélték. Márianosztrán és Sátoraljaújhelyen őrizték, ahonnét 1963-ban amnesztiával szabadult. Ezt követően adminisztrátorként dolgozott. 1966-ban ismét letartóztatták és először 8, majd összes eddigi ítéletét összevonva 19 évre ítélték. 1977-ben VI. Pál pápa személyes közbenjárására engedték szabadon. 1979-től előbb Budapesten, majd 1985-től Kismaroson vezette az illegálisan alakult ciszterci nővérek közösségét. 1991-ben minden ellene hozott bírósági ítélet semmisnek nyilvánított a Legfelsőbb Bíróság. Ezt követően haláláig a katolikus papok politikai pereinek kutatásával foglalkozott.
Vácott, 1953. augusztus 1-jén – annak idején Szent Péter láncainak az ünnepe –, a Nagy Imre-féle amnesztia értelmében jöttem ki először a börtönből. Akkor már három és fél éve azt se tudták rólam, mint sok százunkról sem, hogy élünk-e még? Mert 1950 kora tavaszán, amikor felforrósodott a koreai helyzet, a kommunisták attól tartottak, hogy a harmadik világháború kirobbantásába mi, kiéhezett és elgyötört politikai rabok fogunk beleszólni. Ennek megelőzésére átvették a náciktól a náluk „Nacht und Nebel” (éjszaka és köd) költői néven futott rabtartási rendszert. Nálunk ez a tárgyilagosabb „néma ház” nevet hordta, a társadalomtól való tökéletes elzártságot jelképezve. Semmilyen érintkezésünk nem volt többé senkivel. Megszűnt minden levélírás, látogatás, csomagküldés. A nem eléggé megbízhatónak vélt őrszemélyzetet válogatott ávósok váltották fel. Az eleinte uralkodó teljes belső mozdulatlanság mellett – se munka, se könyv, csak tespedés – volt, aki megőrült, volt, aki éhen halt. Nemcsak arról nem adtak felvilágosítást, hogy hol vagyunk, de hogy egyáltalán vagyunk-e még? Amikor aztán mégis hazajöttem, ennek az írásnak első sziklevelei már ott hajtottak abban a kopaszranyírt fejemben. Azt persze ezek a levélkék nem is sejtették, hogy negyven év múlva majd napvilágra bújnak. Sokkal valószínűbb volt, hogy sohanapján, de ez a további bimbózásukat akkor sem zavarta.

## Művei

### Történettudomány és publicisztika
- Újkori településtörténetünk feladatai, in: Történetírás 1(1937):1, 34-51.
- Helytörténetírás és nyelvészet [Meskó Lajossal], in: Történetírás, 1(1937):3, 313-323. – Lénárd Ödön, Meskó Lajos, Szabó István, Belitzky János, Vita a Helytörténetírás és nyelvészet című cikkről in: Történetírás 1(1937):4, 439. – Még egyszer Ugocsáról: a Helytörténetírás és nyelvészet című cikkhez [Meskó Lajossal], in: Történetírás 1(1937):5-6, 627-634.
- Emléklapok a 300 éves piarista jubileumról, Szeged, Piarista Diákszövetség, 1943 (A Szegedi Piarista Diákszövetség "Vademecum" füzetei, 12). = 300 év [a piaristák podolini megtelepedésének évfordulóján], in: A kegyesrendiek vezetése alatt álló szegedi városi r. k. Dugonics András gimnázium évkönyve 1942/1943, 5-24
- Munka, bér, tulajdon, Budapest, 1946 (Actio Catholica füzetek, 125). – 7 pp.
- Materializmus, ateizmus, osztályharc, Budapest, 1946 (Actio Catholica füzetek, 126). – 11 pp.
- Feljebb vagy lejjebb, in: Ünneplő nép: A Katolikus Műsorszolgálat tájékoztatója, 1947
- Magyar katolikus glóbusz, in: Vigilia 12(1947):6, 328-334.
- Koncentrált támadás a „hallgató egyház” ellen: Az 1961-es perhullám, I-IV, in: Vigilia 56(1991), 402-414, 508-517, 587-595, 691-697.
- Ki a katolikus? in: Vigilia 57(1992):10, 743-744.
- A kisközösségek dicsősége és nyomora, in: Távlatok 10(1993), 186-192.
- Erő az erőtlenségben. Eszmélődés élmények és dokumentumok fölött a magyar katolicizmus helytállása köréből a kommunista diktatúra alatt; Márton Áron, Budapest, 1994.
- Só és mécs. A mai keresztény krisztusi lelkülete. Keresztény magatartás; Márton Áron, Budapest, 1996
- A közelmúlttal való szembenézés ─ lelkiismereti feladat, in: Magyar Egyháztörténeti Vázlatok 10(1998): 3-4, 209-226.

- Lénárd Ödön–Tímár Ágnes–Soós Viktor Attila: Istennel, vagy Isten nélkül. A katolikus iskolák államosítása Magyarországon a II. világháború után; Kairosz, Budapest, 2008 ISBN 9789636620974
- Történelemszemlélet; METEM–Historia Ecclesiastica Hungarica Alapítvány, Budapest, 2008 (METEM-könyvek)
- Erő az erőtlenségben; Kairosz, Budapest, 2008
- Keresztény a világunkban. Tájékozódás világunk hétköznapjaiban. Elhangzott 1984-ben; Jelenkori Keresztény Archívum, Vác, 2011
- Kutatástörténet; szerk. Tímár Ágnes; METEM–Historia Ecclesiastica Hungarica Alapítvány, Budapest, 2012

### Szépirodalom
- Rácsosztotta ég. Válogatás a Szürke habitusban, A második élet, Söma Izrael, Három év versei című kötetekből; Héttorony, Budapest, 1991
- Haladék [novella], in: Vigilia 57(1992):10, 188-192.
- Napjaink Aranylegendája [bevezető Sibelka-Perleberg Arthúr műveihez], in: Vigilia 57(1992), 64-65.
- Összegyűjtött börtönversek, 1-5, Lámpás, Abaliget, 2003